# Antonín Růsek
Antonín Růsek (Znojmo, 22 marzo 1999) è un calciatore ceco, attaccante del Sigma Olomouc e della Nazionale ceca.

## Caratteristiche tecniche
È una seconda punta.

## Carriera

### Club
Cresciuto nel settore giovanile dello Zbrojovka Brno, ha esordito in prima squadra il 29 ottobre 2016 disputando l'incontro pareggiato 1-1 contro il Vysočina Jihlava.

### Nazionale
Ha giocato nelle nazionali giovanili ceche Under-17, Under-19 ed Under-21.
Il 6 settembre 2020 è stato convocato nazionale maggiore ceca per disputare l'incontro di UEFA Nations League in programma il giorno seguente contro la Scozia, in seguito alla sospensione dell'intera squadra per via della quarantena obbligatoria dopo alcuni casi di COVID-19 che ha costretto il CT a nominare altri calciatori.

## Palmarès

### Club

#### Competizioni nazionali
- Coppa della Repubblica Ceca: 1

Sigma Olomouc: 2024-2025